# Anecumene

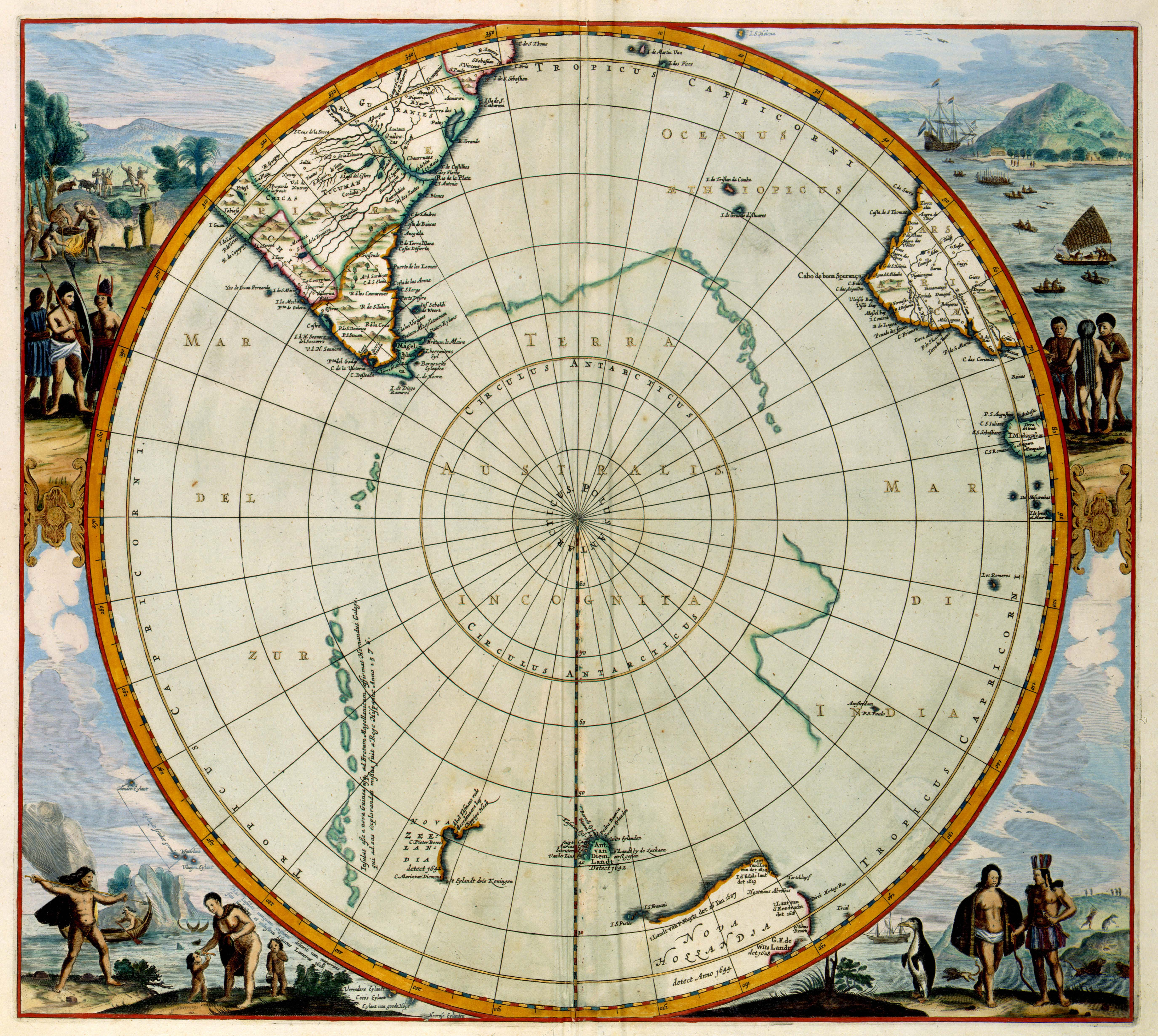
Una mappa che mostra la Terra australis incognita, anecumene fino ai viaggi di James Cook.

Anecumene (dal greco: ἀν- "non" e οἰκουμένη "abitato") sono quelle zone della Terra che furono ignorate da una cultura, o ancora oggi, dove l'essere umano non vive né procrea in forma permanente. Sono dunque quei luoghi disabitati o con scarsa popolazione, e si contrappongono alle aree permanentemente occupate o ecumene. Alcune di queste zone sono le grandi calotte di ghiaccio dei poli, i deserti con da 1 a 10 abitanti per km² e la zona caldo umida (foresta pluviale tropicale), con 2 abitanti per km².